# Lijst van tropische ongewervelde aquariumdieren
Dit is een lijst van ongewervelde dieren die gehouden kunnen worden in een tropisch zoetwateraquarium.

## Garnalen en kreeften
- Amanogarnaal/ Japanse dwerggarnaal (Caridina japonica)
- Bijengarnaal (Neocaridina serrata)
- Floridarivierkreeft (Procambarus alleni)
- Groene Babaulti dwerggarnaal (Caridina babaulti)
- Hommelgarnaal (Caridina breviata)
- Marmerkreeft (Procambarus spec.)
- Mexicaanse dwergkreeft (Cambarellus montezumae)
- Minidwergkreeft (Cambarellus diminutus)
- Oranje dwergrivierkreeft/CPO (Cambarellus patzcuarensis)
- Vuurgarnaal (Neocaridina denticulata sinensis)

## Weekdieren
- Appelslak (Ampullariidae)
- Poelslak (Lymnaea stagnalis)
- Puntnapslak (Vittina semiconica)
- Slanke knobbelhoren (Melanoides tuberculatus)
- Physa marmorata
- Planorbella trivolvis
- Zebranapslak (Vittina coromandeliana)